# FK Alania Vladikavkaz
Maillots
Actualités
Le Futbolny klub Alania, plus couramment appelé Alania Vladikavkaz (en russe : «Алания» Владикавказ), est un club russe de football basé à Vladikavkaz, en Ossétie-du-Nord-Alanie.
Formé en 1921, il doit attendre l'année 1960 pour intégrer le compétitions nationales soviétiques au niveau de la deuxième division. Vainqueur de cette compétition en 1969, il accède dans la foulée à l'élite dans le cadre de la saison 1970 mais échoue à s'y maintenir. Il passe par la suite les décennies 1970 et 1980 dans les divisions inférieures avant de retrouver le premier échelon en 1991.
Dans les années suivant la formation du championnat russe en 1992, l'Alania s'y démarque comme l'une de ses meilleures équipes, terminant vice-champion cette année-là avant de l'emporter à l'issue de la saison 1995. Après avoir échoué de peu à conserver son titre l'année suivante, le club entame par la suite un long déclin qui aboutit à sa relégation en 2005. Des problèmes d'ordre financiers l'amènent alors à repartir du troisième échelon avant de retrouver l'élite en 2010, dont il est descend cependant à nouveau en fin de saison. Finaliste malheureux de la Coupe de Russie l'année suivante, l'Alania parvient à remonter une nouvelle fois au terme de l'exercice 2011-2012 mais retombe aussitôt avant de faire à nouveau faillite au début de l'année 2014.
Repartant par la suite de la troisième division, le club connaît une période de stagnation à ce niveau pendant une grande partie des années 2010. Après son rachat par l'homme d'affaires Vladimir Gouriev en 2019, il parvient l'année suivante à remonter au deuxième échelon où il évolue depuis la saison 2020-2021.
Les couleurs traditionnelles du club sont le maillot jaune et rouge avec un short blanc. Il évolue depuis les années 1960 au sein du stade Spartak (en) qui peut accueillir jusqu'à 32 464 personnes.

## Histoire

### Période soviétique (1921-1991)

#### Premières années et débuts dans les divisions inférieures (1921-1969)
Le club est fondé en 1921 sous le nom Iounitas, venant du mot latin pour « unité », et remporte la même année le championnat local de Vladikavkaz, compétition dont il conserve ensuite le titre pendant trois années supplémentaires. Il fusionne en 1923 avec le Spartak, club local du Komsomol et prend brièvement le nom KIM (abréviation de Коммунистический интернационал молодёжи, pour « Internationale des jeunes communistes ») avant d'être renommé Club des travailleurs unis de Lénine (en russe : Объединённый рабочий клуб им. Ленина) l'année suivante. Par la suite, le club continue d'évoluer au niveau local, adoptant notamment l'appellation Spartak au cours des années 1930.
En début d'année 1960, le Spartak est accepté au sein de la deuxième division soviétique en tant que représentant de l'Ossétie du Nord en qualité de vainqueur le plus récent de la coupe de la République. Pour ses débuts au niveau national, le club se place généralement dans le milieu de classement, tandis qu'une réforme des compétitions le replace au troisième échelon à partir de 1963. Il connaît ses premiers succès durant la deuxième moitié des années 1960, terminant premier de son groupe en 1966 pour retrouver la deuxième division avant de l'emporter à nouveau en 1969. Lors de la phase finale qui s'ensuit, l'équipe sort vainqueur du Dniepr Dniepropetrovsk, du SKA-Khabarovsk et du Žalgiris Vilnius pour terminer champion et obtient ainsi la promotion en première division soviétique. 

#### Brefs passages dans l'élite (1970-1991)
Dirigé par Andreï Zazroïev puis Kazbek Tuaev pour ses débuts dans l'élite, le Spartak échoue cependant à se maintenir à l'issue de la saison 1970 et retourne directement au deuxième échelon après avoir fini dernier à cinq points du maintien. Ne parvenant pas à remontéer l'année qui suit en terminant cinquième, l'équipe tombe ensuite progressivement dans le bas du classement et lutte pour se maintenir au deuxième échelon tout au long des années 1970.
Finalement relégué après une vingt-et-unième place en 1981, le club connaît deux saisons en troisième division, qui sont ponctuées par deux victoires en groupe et un succès en phase finale en 1983, avant de retrouver l'échelon supérieur à l'issue de cettr dernière année. Il continue ensuite à surtout lutter pour se maintenir durant la deuxième moitié des années 1980. Repris en main par l'entraîneur Valeri Gazzaev en 1989, le Spartak connaît finalement une très bon saison 1990 à l'issue de laquelle il termine champion de la deuxième division et remonte dans l'élite. Pour son deuxième passage au plus haut niveau, et malgré le départ de Gazzaev pour le Dynamo Moscou, le club termine l'exercice 1991 en onzième position et se maintient sportivement, bien que le championnat soviétique disparaisse à la fin de cette même année.

### Période russe (depuis 1992)

#### Victoire en championnat et passages en coupe d'Europe (1992-1996)
Conservant une place dans la nouvelle première division russe lors de sa formation en 1992, le Spartak connaît durant cette saison de très bons résultats lui permettant de prendre part à la phase finale pour le titre, où il se classe finalement deuxième derrière le Spartak Moscou. Ces performances lui permettent de découvrir les compétitions européennes en prenant part à la Coupe UEFA durant l'été 1993. Le parcours du club y tourne cependant très court, avec une élimination d'entrée face au Borussia Dortmund en raison d'une défaite 1-0 à domicile au match aller suivi d'un match nul 0-0 à l'issue du match retour à l'extérieur. Sur le plan domestique, l'équipe enchaîne successivement des places de sixième puis de cinquième en 1993 et 1994, ponctuées en parallèle par une demi-finale de Coupe de Russie perdue aux tirs au but contre le CSKA Moscou.
Renommé Spartak-Alania à l'aube de la saison 1995, le club réalise dans la foulée des performances exceptionnelles qui lui permettent de remporter le championnat sous la houlette de Valeri Gazzaev, revenu à la tête de l'équipe l'année précédente. Il ne peut cependant réaliser le doublé cette année-là, étant à nouveau battu en demi-finales de la coupe, cette fois par le Rotor Volgograd, et échoue à nouveau à progresser en Coupe UEFA où il est battu par Liverpool dès le premier tour.
Ces succès domestiques permettent au club, renommé Alania en début d'année 1996, de prendre part à la Ligue des champions durant l'été de cette même année. Son parcours s'achève cependant une nouvelle fois de manière précoce avec une élimination d'entrée durant le tour préliminaire face aux Glasgow Rangers, ponctuée notamment d'une lourde défaite 7-2 à domicile lors du match retour. Repéché ensuite en Coupe UEFA, l'Alania sort dans un premier temps vainqueur du RSC Anderlecht au match aller (2-1) avant de s'incliner lourdement au match retour (0-4). En plus de ces déceptions au niveau continental, le club échoue dans la foulée à défendre son titre de champion, finissant à égalité avec le Spartak Moscou en tête du classement au terme de la saison avant d'être battu lors de la finale pour le titre.

#### Déclin et relégation (1997-2005)
Après les succès initiaux des premières années du championnat russe, les performances sportives de l'Alania connaissent un net déclin à partir de 1997, année qui s'achève sur une dixième place en championnat. En Coupe UEFA, l'équipe remporte sa première confrontation continentale de manière convaincante face au Dnipro Dnipropetrovsk (victoire 6-2 sur l'ensemble des deux matchs) mais tombe dès le tour suivant contre le MTK Budapest après une défaite 4-1.
Par la suite, le club doit faire face au départ progressif de ses cadres des années précédentes et à la montée en puissance des équipes alentour. De ce fait, la sixième place de la saison 1999, qui s'achève par ailleurs sur le départ de Valeri Gazzaev, ainsi que la demi-finale de coupe de 1998 constituent les dernières performances notables de l'équipe durant la fin des années 1990.
Après l'an 2000, l'Alania doit cette fois lutter régulièrement pour se maintenir, ne terminant jamais plus haut que la dixième place au-delà de cette date. L'exercice 2004 voit ainsi le club se maintenir de justesse après avoir fini à égalité de points avec le Kouban Krasnodar mais en restant devant à la faveur des autres critères de classement. Il n'échappe cependant pas à la descente à l'issue de la saison suivante qui le voit finir avant-dernier à six points du maintien.

#### Entre instabilité sportive et déboires administratifs (2006-2014)

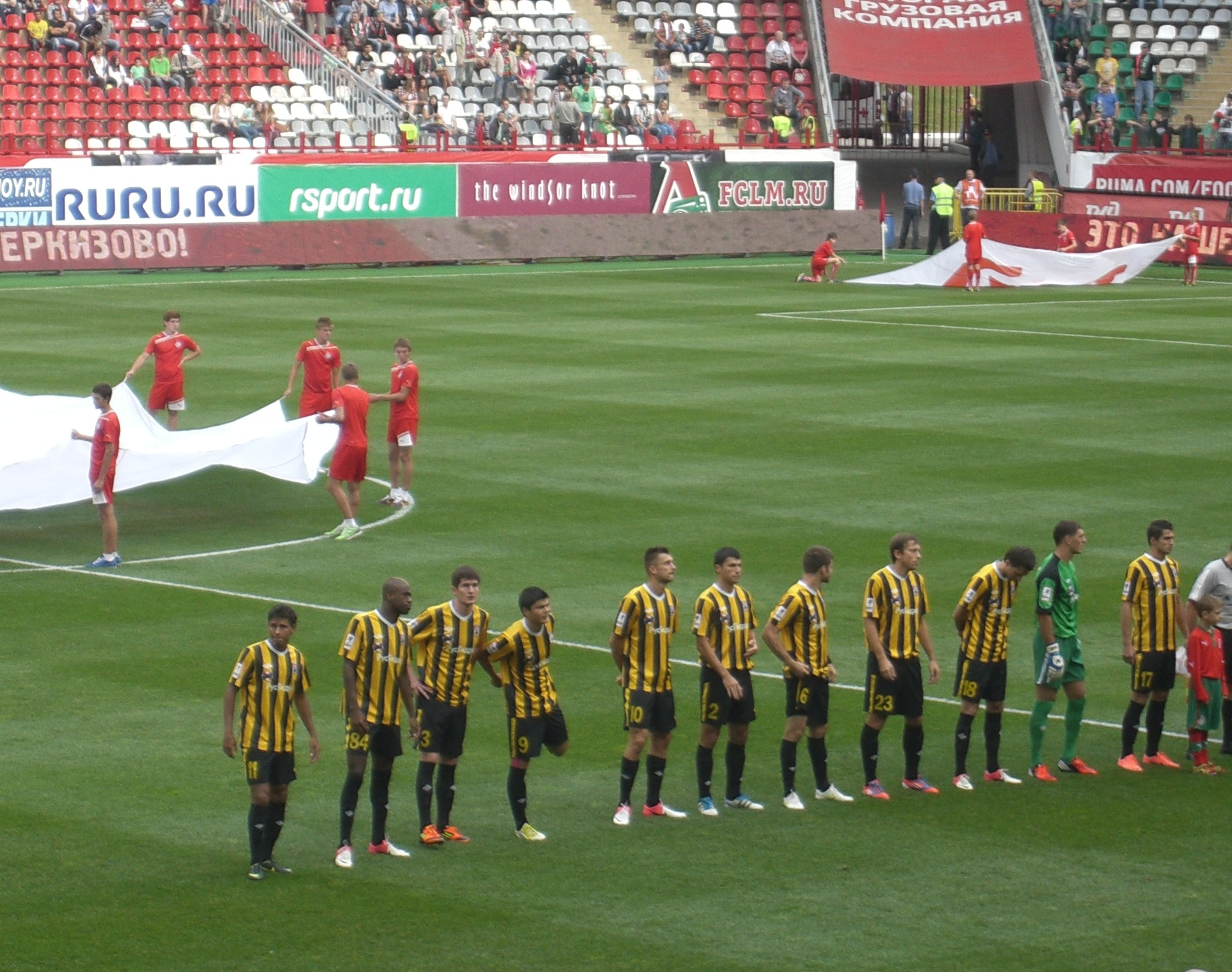
Photo d'équipe en 2012.

Dans la foulée de cette descente, les problèmes financiers du club l'amènent à être exclu du football professionnel par la fédération russe de football en début d'année 2006. Réorganisé ensuite sous le nom Spartak, il parvient finalement à être accepté au sein de la troisième division où il termine immédiatement vainqueur de la zone Sud en fin de saison et accède au deuxième échelon. Il reprend par la suite le nom Alania en 2007.
Après avoir passé les saisons 2007 et 2008 dans le milieu du classement, l'équipe atteint en 2009 la troisième position, à trois points des places de promotion, mais tire finalement avantage du retrait du FK Moscou en première division pour accéder administrativement à l'élite. Ce retour est cependant de courte durée, l'Alania finissant avant-dernier à l'issue de l'exercice 2010, battu au maintien par l'Amkar Perm à la faveur du nombre de victoires remportées, pour retrouver l'échelon inférieur.
La longue saison 2011-2012, marquée par une transition dans le calendrier de l'organisation du championnat, voit l'Alania prendre rapidement part à la course pour la montée où il fait principalement concurrence au Mordovia Saransk, le Chinnik Iaroslavl et le FK Nijni Novgorod. Après avoir fini vainqueur de la première phase, il doit finalement concéder le titre de champion au Mordovia mais assure malgré tout sa place de deuxième avec un total de 97 points en 52 matchs pour retrouver une nouvelle fois au premier échelon. En parallèle, l'année 2011 voit également le club accéder pour la première fois à la finale de la Coupe de Russie où il est finalement battu par le CSKA Moscou. Cette performance lui permet également de prendre part à la phase qualificative de la Ligue Europa à l'été de la même année, durant laquelle il parvient à battre le FK Aktobe mais doit finalement s'incliner en barrages face au Beşiktaş.
Le nouveau retour du club dans l'élite tourne finalement aussi court que la fois précédente, avec cette fois une place de dernier à l'issue de l'exercice 2012-2013, à neuf points d'une place de barragiste. Après cette nouvelle descente, l'Alania doit de nouveau faire face à des problèmes financiers importants qui amènent à sa disparition en tant qu'entité juridique au mois de février 2014.

#### Stagnation dans les divisions inférieures (depuis 2014)
Six mois seulement après la dissolution du club, l'Alania se reconstitue autour de son équipe réserve, l'Alania-d, et poursuit ses activités au sein de la troisième division. Cette nouvelle équipe reste par la suite en activité pendant deux saisons avant d'être dissoute en juin 2016 pour laisser place à une nouvelle entité financée par la république d'Ossétie du Nord-Alanie,. Celle-ci prend alors sa place au troisième échelon où il termine dans le bas de classement du groupe Sud lors des années qui suivent.
En juillet 2019, le Spartak est racheté par l'homme d'affaires Vladimir Gouriev, qui lui redonne dans la foulée l'appellation Alania. Dans le même temps, un nouveau Spartak est reconstitué par les autorités régionales sur la base de son club-école, le Spartak-2. Les deux équipes prennent chacune part à la troisième division lors de la saison 2019-2020,. Leurs performances sont cependant très divergentes, l'Alania se plaçant dans la course à la première place tandis que le Spartak sombre au classement et finit par être dissous en fin d'exercice.
Alors que la saison 2019-2020 est finalement arrêtée de manière anticipée en conséquence de la pandémie de Covid-19 en Russie, avec les classements arrêtés à la dernière journée disputée, ce qui place l'Alania en deuxième position derrière le Volgar Astrakhan, le club profite malgré tout des problèmes de licence de plusieurs équipes du deuxième échelon pour être promu administrativement, à seulement une semaine du début de la saison 2020-2021,.
Malgré cette montée tardive, l'Alania s'extirpe rapidement d'une potentielle lutte pour le maintien et s'affiche même comme un prétendant à la montée en se plaçant cinquième au moment de la trêve hivernale, à quatre points d'une place de barragiste. Il parvient par la suite à prendre la quatrième position synonyme de barrages, mais ne peut finalement pas y participer car s'étant vu refuser une licence de première division. L'exercice suivant voit le club continuer de jouer les premiers rôles, finissant la première phase du championnat en quatrième position. Après la reprise, l'Alania se fait également remarquer dans la Coupe de Russie dans laquelle il atteint les demi-finales pour la première fois depuis 2011, éliminant notamment pour ce faire le Zénith Saint-Pétersbourg en quarts de finale. Il échoue cependant à atteindre la finale en s'inclinant face au Dynamo Moscou. Dans le même temps, le club connaît des performances médiocres en championnat qui lui valent de décrocher au classement et de terminer hors des places de promotion.

## Bilan sportif

### Palmarès
| Période russe | Période soviétique |
| - Championnat de Russie (1) - Champion : 1995. - Vice-champion : 1992 et 1996. - Coupe de Russie - Finaliste : 2011. - Coupe de la CEI - Finaliste : 1996. - Championnat de Russie de D2 - Vice-champion : 2012. - Championnat de Russie de D3 - Vainqueur de groupe : 2006. | - Championnat d'Union soviétique - Onzième : 1990. - Coupe d'Union soviétique - Seizièmes de finale : Sept fois. - Championnat d'Union soviétique de D2 (2) - Champion : 1969 et 1990. - Vainqueur de groupe : 1969. - Championnat d'Union soviétique de D3 - Vainqueur de la phase finale : 1983. - Vainqueur de groupe : 1966, 1982 et 1983. |

### Classements en championnat
La frise ci-dessous résume les classements successifs du club en championnat d'Union soviétique.
La frise ci-dessous résume les classements successifs du club en championnat de Russie.

### Bilan par saison
Légende
- Vainqueur de la compétition
- Vice-champion ou finaliste de la compétition
- Promotion en division supérieure
- Relégation en division inférieure

#### Période soviétique
| Saison | Championnat | Championnat | Championnat | Championnat | Championnat | Championnat | Championnat | Championnat | Championnat | Championnat | Coupe d'URSS          |
| Saison | Division    | Pos         | Pts         | J           | V           | N           | D           | BP          | BC          | Diff        | Coupe d'URSS          |
| ------ | ----------- | ----------- | ----------- | ----------- | ----------- | ----------- | ----------- | ----------- | ----------- | ----------- | --------------------- |
| 1960   | 2e Russie 3 | 14e         | 10          | 26          | 3           | 4           | 19          | 26          | 68          | -42         | —                     |
| 1961   | 2e Russie 4 | 10e         | 18          | 24          | 6           | 6           | 12          | 32          | 57          | -25         | Finale Q              |
| 1962   | 2e Russie 3 | 8e          | 26          | 28          | 10          | 6           | 12          | 38          | 36          | +2          | Quarts de finale Q    |
| 1963   | 3e Russie 3 | 7e          | 32          | 30          | 12          | 8           | 10          | 47          | 39          | +8          | Quarts de finale Q    |
| 1964   | 3e Russie 4 | 4e          | 39          | 34          | 16          | 7           | 11          | 53          | 35          | +18         | Huitièmes de finale Q |
| 1965   | 3e Russie 4 | 9e          | 39          | 38          | 16          | 7           | 15          | 54          | 43          | +11         | —                     |
| 1966   | 3e Russie 4 | 1er         | 53          | 38          | 22          | 9           | 7           | 80          | 40          | +40         | 32es de finale        |
| 1967   | 2e groupe 1 | 16e         | 31          | 38          | 10          | 11          | 17          | 34          | 45          | -11         | 64es de finale        |
| 1968   | 2e groupe 3 | 2e          | 50          | 40          | 19          | 12          | 9           | 53          | 29          | +24         | 64es de finale        |
| 1969   | 2e groupe 1 | 1er         | 56          | 38          | 22          | 12          | 4           | 60          | 25          | +35         | 64es de finale        |
| 1970   | 1re         | 17e         | 22          | 32          | 7           | 8           | 17          | 31          | 48          | -17         | Seizièmes de finale   |
| 1971   | 2e          | 5e          | 45          | 42          | 19          | 7           | 16          | 52          | 57          | -5          | Seizièmes de finale   |
| 1972   | 2e          | 9e          | 38          | 38          | 14          | 10          | 14          | 49          | 50          | -1          | Seizièmes de finale   |
| 1973   | 2e          | 17e         | 30          | 38          | 13          | 7           | 18          | 29          | 44          | -15         | Seizièmes de finale   |
| 1974   | 2e          | 17e         | 34          | 38          | 15          | 4           | 19          | 45          | 67          | -22         | 32es de finale        |
| 1975   | 2e          | 9e          | 37          | 38          | 15          | 7           | 16          | 41          | 43          | -2          | 32es de finale        |
| 1976   | 2e          | 15e         | 36          | 38          | 11          | 14          | 13          | 40          | 50          | -10         | 32es de finale        |
| 1977   | 2e          | 15e         | 33          | 38          | 11          | 11          | 16          | 38          | 45          | -7          | 32es de finale        |
| 1978   | 2e          | 18e         | 28          | 38          | 10          | 8           | 20          | 30          | 50          | -20         | Seizièmes de finale   |
| 1979   | 2e          | 13e         | 45          | 46          | 19          | 7           | 20          | 49          | 44          | +5          | Phase de groupes      |
| 1980   | 2e          | 15e         | 43          | 46          | 17          | 9           | 20          | 43          | 50          | -7          | Phase de groupes      |
| 1981   | 2e          | 21e         | 40          | 46          | 14          | 12          | 20          | 36          | 49          | -13         | Phase de groupes      |
| 1982   | 3e zone 3   | 1er         | 50          | 32          | 22          | 6           | 4           | 64          | 18          | +46         | —                     |
| 1983   | 3e zone 3   | 1er         | 48          | 30          | 23          | 2           | 5           | 69          | 23          | +46         | —                     |
| 1984   | 2e          | 16e         | 38          | 42          | 15          | 8           | 19          | 42          | 51          | -9          | 32es de finale        |
| 1985   | 2e          | 16e         | 38          | 38          | 17          | 4           | 17          | 49          | 52          | -3          | Seizièmes de finale   |
| 1986   | 2e          | 16e         | 42          | 46          | 15          | 12          | 19          | 58          | 66          | -8          | 64es de finale        |
| 1987   | 2e          | 18e         | 36          | 42          | 12          | 12          | 18          | 37          | 46          | -9          | 64es de finale        |
| 1988   | 2e          | 13e         | 39          | 42          | 15          | 9           | 18          | 57          | 60          | -3          | 32es de finale        |
| 1989   | 2e          | 17e         | 35          | 42          | 12          | 11          | 19          | 44          | 61          | -17         | 64es de finale        |
| 1990   | 2e          | 1er         | 57          | 38          | 24          | 9           | 5           | 73          | 30          | +43         | 64es de finale        |
| 1991   | 1re         | 11e         | 26          | 30          | 9           | 8           | 13          | 33          | 41          | -8          | 64es de finale        |
| 1991   | 1re         | 11e         | 26          | 30          | 9           | 8           | 13          | 33          | 41          | -8          | Seizièmes de finale   |

#### Période russe
| Saison    | Championnat | Championnat | Championnat | Championnat | Championnat | Championnat | Championnat | Championnat | Championnat | Championnat | Coupe de Russie     | Coupe d'Europe | Coupe d'Europe    |
| Saison    | Division    | Pos         | Pts         | J           | V           | N           | D           | BP          | BC          | Diff        | Coupe de Russie     | C              | Résultat          |
| --------- | ----------- | ----------- | ----------- | ----------- | ----------- | ----------- | ----------- | ----------- | ----------- | ----------- | ------------------- | -------------- | ----------------- |
| 1992      | 1re         | 2e          | 32          | 26          | 13          | 6           | 7           | 47          | 33          | +14         | —                   | —              | —                 |
| 1993      | 1re         | 6e          | 38          | 34          | 16          | 6           | 12          | 49          | 45          | +4          | Seizièmes de finale | —              | —                 |
| 1994      | 1re         | 5e          | 33          | 30          | 11          | 11          | 8           | 32          | 34          | -2          | Demi-finales        | C3             | Premier tour      |
| 1995      | 1re         | 1er         | 71          | 30          | 22          | 5           | 3           | 63          | 21          | +42         | Demi-finales        | —              | —                 |
| 1996      | 1re         | 2e          | 72          | 34          | 22          | 6           | 6           | 64          | 35          | +29         | Seizièmes de finale | C3             | Premier tour      |
| 1997      | 1re         | 10e         | 68          | 34          | 20          | 8           | 6           | 54          | 27          | +27         | Huitièmes de finale | C1             | Tour préliminaire |
| 1997      | 1re         | 10e         | 68          | 34          | 20          | 8           | 6           | 54          | 27          | +27         | Huitièmes de finale | C3             | Premier tour      |
| 1998      | 1re         | 8e          | 40          | 30          | 11          | 7           | 12          | 46          | 39          | +7          | Demi-finales        | C3             | Premier tour      |
| 1999      | 1re         | 6e          | 43          | 30          | 12          | 7           | 11          | 54          | 45          | +9          | Huitièmes de finale | —              | —                 |
| 2000      | 1re         | 10e         | 38          | 30          | 10          | 8           | 12          | 34          | 36          | -2          | Seizièmes de finale | —              | —                 |
| 2001      | 1re         | 11e         | 32          | 30          | 8           | 8           | 14          | 31          | 47          | -16         | Seizièmes de finale | C3             | Premier tour      |
| 2002      | 1re         | 12e         | 30          | 30          | 8           | 6           | 16          | 31          | 42          | -11         | Seizièmes de finale | —              | —                 |
| 2003      | 1re         | 13e         | 31          | 30          | 9           | 4           | 17          | 23          | 43          | -20         | Seizièmes de finale | —              | —                 |
| 2004      | 1re         | 14e         | 28          | 30          | 7           | 7           | 16          | 28          | 52          | -24         | Huitièmes de finale | —              | —                 |
| 2005      | 1re         | 15e         | 23          | 30          | 5           | 8           | 17          | 27          | 53          | -26         | Huitièmes de finale | —              | —                 |
| 2006      | 3e Sud      | 1er         | 84          | 32          | 27          | 3           | 2           | 81          | 20          | +61         | Seizièmes de finale | —              | —                 |
| 2007      | 2e          | 12e         | 56          | 42          | 15          | 11          | 16          | 56          | 56          | 0           | 64es de finale      | —              | —                 |
| 2008      | 2e          | 10e         | 59          | 42          | 17          | 8           | 17          | 50          | 41          | +9          | 32es de finale      | —              | —                 |
| 2009      | 2e          | 3e          | 70          | 38          | 21          | 7           | 10          | 57          | 30          | +27         | Seizièmes de finale | —              | —                 |
| 2010      | 1re         | 15e         | 20          | 30          | 4           | 8           | 18          | 34          | 58          | -24         | Demi-finales        | —              | —                 |
| 2011-2012 | 2e          | 2e          | 97          | 52          | 28          | 13          | 11          | 66          | 39          | +27         | Finale              | C3             | Barrages          |
| 2011-2012 | 2e          | 2e          | 97          | 52          | 28          | 13          | 11          | 66          | 39          | +27         | 32es de finale      | C3             | Barrages          |
| 2012-2013 | 1re         | 16e         | 19          | 30          | 4           | 7           | 19          | 26          | 53          | -27         | Seizièmes de finale | —              | —                 |
| 2013-2014 | 2e          | 12e         | 46          | 36          | 14          | 4           | 18          | 29          | 52          | -23         | Huitièmes de finale | —              | —                 |
| 2014-2015 | 3e Sud      | 14e         | 39          | 30          | 11          | 6           | 13          | 36          | 44          | -8          | 256es de finale     | —              | —                 |
| 2015-2016 | 3e Sud      | 11e         | 25          | 26          | 6           | 7           | 13          | 19          | 37          | -18         | 256es de finale     | —              | —                 |
| 2016-2017 | 3e Sud      | 10e         | 37          | 30          | 10          | 7           | 13          | 26          | 36          | -10         | 128es de finale     | —              | —                 |
| 2017-2018 | 3e Sud      | 13e         | 32          | 32          | 8           | 8           | 16          | 26          | 41          | -15         | 256es de finale     | —              | —                 |
| 2018-2019 | 3e Sud      | 10e         | 30          | 28          | 8           | 6           | 14          | 34          | 41          | -7          | 64es de finale      | —              | —                 |
| 2019-2020 | 3e Sud      | 2e          | 46          | 19          | 15          | 1           | 3           | 54          | 13          | +41         | Seizièmes de finale | —              | —                 |
| 2020-2021 | 2e          | 4e          | 77          | 42          | 22          | 11          | 9           | 74          | 40          | +34         | 64es de finale      | —              | —                 |
| 2021-2022 | 2e          | 6e          | 60          | 38          | 17          | 9           | 12          | 75          | 53          | +18         | Demi-finales        | —              | —                 |
| 2022-2023 | 2e          | 3e          | 62          | 34          | 17          | 11          | 6           | 56          | 35          | +21         | Huitièmes de finale | —              | —                 |
| 2023-2024 | 2e          | en cours    | en cours    | en cours    | en cours    | en cours    | en cours    | en cours    | en cours    | en cours    | 32es de finale      | —              | —                 |

### Bilan européen
Note : dans les résultats ci-dessous, le score du club est toujours donné en premier.
| Saison    | Compétition         | Tour              | Club                  | Domicile | Extérieur | Total             |
| --------- | ------------------- | ----------------- | --------------------- | -------- | --------- | ----------------- |
| 1993-1994 | Coupe UEFA          | Premier tour      | Borussia Dortmund     | 0 - 1    | 0 - 0     | 0 - 1             |
| 1995-1996 | Coupe UEFA          | Premier tour      | Liverpool FC          | 1 - 2    | 0 - 0     | 1 - 2             |
| 1996-1997 | Ligue des champions | Tour préliminaire | Glasgow Rangers       | 2 - 7    | 1 - 3     | 3 - 10            |
| 1996-1997 | Coupe UEFA          | Premier tour      | RSC Anderlecht        | 2 - 1    | 0 - 4     | 2 - 5             |
| 1997-1998 | Coupe UEFA          | Deuxième tour Q   | Dnipro Dnipropetrovsk | 2 - 1    | 4 - 1     | 6 - 2             |
| 1997-1998 | Coupe UEFA          | 32ème de Final    | MTK Budapest          | 1 - 1    | 0 - 3     | 1 - 4             |
| 2000-2001 | Coupe UEFA          | Premier tour      | Amica Wronki          | 0 - 3    | 0 - 2     | 0 - 5             |
| 2011-2012 | Ligue Europa        | Troisième tour Q  | FK Aktobe             | 1 - 1    | 1 - 1 ap  | 2 - 2 (4 - 2 tab) |
| 2011-2012 | Ligue Europa        | Barrages Q        | Beşiktaş JK           | 2 - 0    | 0 - 3     | 2 - 3             |

Légende
- Victoire ou qualification pour le tour suivant
- Match nul
- Défaite ou élimination de la compétition

## Personnalités du club

### Entraîneurs
La liste suivante présente les différents entraîneurs connus du club.
- Grigori Artemiev (janvier 1960-août 1960)
- Vladimir Kozyrski (septembre 1960-décembre 1960)
- Oleg Timakov (janvier 1961-juillet 1962)
- Gavril Gagloïev (août 1962-décembre 1962)
- Alekseï Iablotchkine (1963)
- Mikhaïl Antonevitch (mai 1964-décembre 1964)
- Vassili Gretchichnikov (janvier 1965-juillet 1965)
- Grigori Gornostaïev (juillet 1966-décembre 1967)
- Andreï Zazroïev (janvier 1968-juillet 1970)
- Kazbek Tuaev (août 1970-décembre 1970)
- Sergueï Korchounov (janvier 1971-juillet 1971)
- Dmitri Tchikhradze (juillet 1971-décembre 1971)
- Andreï Zazroïev (1972)
- Ivan Larine (janvier 1973-juillet 1973)
- Kazbek Tuaev (juillet 1973-décembre 1976)
- Viktor Belov (janvier 1977-juillet 1978)
- Moussa Tsalikov (juillet 1978-juillet 1980)
- Andreï Zazroïev (juillet 1980-juillet 1981)
- Aleksandr Kotchekov (juillet 1981-décembre 1982)
- Valeri Maslov (janvier 1983-mai 1983)
- Igor Zazroïev (mai 1983-décembre 1983)
- Ivan Barlamov (1984)
- Valeri Ovtchinnikov (janvier 1985-juillet 1986)
- Igor Zazroïev (juillet 1986-décembre 1987)
- Oleg Romantsev (1988)
- Valeri Gazzaev (janvier 1989-mars 1991)
- Nikolaï Khoudiev (avril 1991-juillet 1991)
- Rouslan Khadartsev (juillet 1991-décembre 1991)
- Aleksandr Novikov (janvier 1992-septembre 1993)
- Aleksandr Ianovski (septembre 1993-octobre 1993)
- Vladimir Fedotov (octobre 1993-décembre 1993)
- Valeri Gazzaev (janvier 1994-novembre 1999)
- Vladimir Gutsaev (novembre 1999-mai 2000)
- Aleksandr Averianov (mai 2000-avril 2001)
- Aleksandr Ianovski (avril 2001-décembre 2001)
- Volodymyr Muntian (décembre 2001-juin 2002)
- Bakhva Tedeïev (juillet 2002-décembre 2002)
- Revaz Dzodzouachvili (décembre 2002-mai 2003)
- Nikolaï Khoudiev (juin 2003-juillet 2003)
- Bakhva Tedeïev (juillet 2003-décembre 2003)
- Rolland Courbis (janvier 2004-septembre 2004)
- Iouri Sekinaïev (octobre 2004-décembre 2004)
- Bakhva Tedeïev (décembre 2004-avril 2005)
- Edgar Gess (avril 2005-juillet 2005)
- Itzhak Shum (juillet 2005-octobre 2005)
- Aleksandr Ianovski (octobre 2005-janvier 2006)
- Boris Stoukalov (janvier 2006-janvier 2007)
- Stanislav Tskhovrebov (janvier 2007-décembre 2008)
- Valeri Petrakov (janvier 2009-août 2009)
- Mircea Rednic (août 2009-décembre 2009)
- Vladimir Chevtchouk (février 2010-janvier 2011)
- Vladimir Gazzaïev (janvier 2011-novembre 2012)
- Valeri Gazzaev (novembre 2012-juin 2013)
- Vladimir Gazzaïev (juin 2013-février 2014)
- Artur Pagaïev (juillet 2014-février 2015)
- Zaur Tedeïev (février 2015-janvier 2016)
- Fiodor Gagloïev (janvier 2016-mai 2016)
- Marat Dzoblaïev (juillet 2016-avril 2017)
- Andreï Perederi (avril 2017-janvier 2018)
- Iouri Gazzaïev (janvier 2018-décembre 2018)
- Spartak Gogniev (janvier 2019-mai 2022[21])
- Zaur Tedeïev (juin 2022-mars 2023)
- Oleg Vassilenko (mars 2023-novembre 2023)
- Ievgueni Kalechine (depuis décembre 2023)

### Joueurs emblématiques

#### Distinctions individuelles
La liste suivante présente les joueurs ayant obtenu des distinctions individuelles notables au cours de leur passage au club.
| Nom                      | Période au club               | Performances                                                                                    |
| ------------------------ | ----------------------------- | ----------------------------------------------------------------------------------------------- |
| Inal Djioïev (en)        | 1989-1997                     | Liste des 33 meilleurs joueurs de Russie (ru) en 1995 et 1996.                                  |
| Bakhva Tedeïev (en)      | 1990-1992 1994-1997 1999-2001 | Liste des 33 meilleurs joueurs de Russie en 1992, 1995 et 1996.                                 |
| Nazim Suleymanov         | 1991-1996                     | Liste des 33 meilleurs joueurs de Russie en 1992 et 1993.                                       |
| Zaur Khapov (en)         | 1991-1999                     | Liste des 33 meilleurs joueurs de Russie trois fois entre 1993 et 1995.                         |
| Mirjalol Qosimov         | 1992 1994-1996 1999 2003-2004 | Liste des 33 meilleurs joueurs de Russie en 1992, 1994 et 1995.                                 |
| Igor Yanovski            | 1993-1998 2004                | Liste des 33 meilleurs joueurs de Russie quatre fois entre 1995 et 1998.                        |
| Mikhaïl Kavelashvili     | 1995 2004                     | Liste des 33 meilleurs joueurs de Russie en 1995.                                               |
| Murtaz Shelia            | 1995-1997                     | Liste des 33 meilleurs joueurs de Russie en 1995 et 1996.                                       |
| Anatoli Kanichtchev (en) | 1995-1997 1999                | Liste des 33 meilleurs joueurs de Russie en 1995 et 1996.                                       |
| Omari Tetradze           | 1995-1997 2002                | Liste des 33 meilleurs joueurs de Russie en 1995, 1996 et 2002.                                 |
| Georgi Demetradze        | 1998-1999 2002 2005-2006      | Liste des 33 meilleurs joueurs de Russie en 1999. Meilleur buteur du championnat russe en 1999. |
| Veniamin Mandrykin       | 1998-2002                     | Liste des 33 meilleurs joueurs de Russie en 2000.                                               |

#### Autres joueurs notables
- Valeri Gazzaev (1970-1973, 1975)
- Aleksandr Novikov (1990-1991)
- Stanislav Tchertchessov (1982-1984)
- Mikhaïl Bakaïev (en) (2006-2008, 2011-2013)
- Marat Dzoblaïev (en) (1983-1989, 1991-1994)
- Sergueï Gazdanov (en) (1986-1987, 1989-1994)
- Alan Koussov (en) (2000-2004)
- Artur Pagaïev (en) (1990-2007)
- Ibrahim Gnanou (2009-2012)
- Mikhaïl Ashvetia (1997, 2000, 2002-2003)
- Tamás Priskin (2012-2014)
- Deividas Šemberas (2012-2013)
- Serghei Dadu (2003-2005, 2008-2010)
- Marat Bikmoev (2010-2012)

## Historique du logo
La galerie suivante liste les différents logos connus du club au cours de son existence,.

1954
1960-1990
1991
1993
1994-avril 1996
avril 1996-2002
2010-2016
2016-2019
depuis 2019